# Carl Leopold Voges
Carl Leopold Voges (Friedberg junto a Hildesheim, Hanôver, 1º de outubro de 1801 — Colônia Três Forquilhas, hoje Itati, 3 de outubro de 1893), foi um pastor luterano alemão naturalizado brasileiro de destacada atuação em Três Forquilhas, tornando-se um líder religioso e político e um dos principais comerciantes da região.

## Biografia

### Primeiros anos
Filho de Ferdinand Voges e Anastacia (ou Auguste) Hammerstein, viajou para o Brasil em 1824, chegando ao Rio de Janeiro em 11 de outubro no navio Georg Friedrich. Embarcou para o Rio Grande do Sul em janeiro de 1825 no bergantim Flor de Porto Alegre, que naufragou na Lagoa dos Patos na altura de Mostardas. Os náufragos foram acolhidos pela população de Mostardas, e depois Voges seguiu até São Leopoldo, lá chegando em 11 de fevereiro.
Voges chegou ao Brasil como sacristão, assinando nesta qualidade registros de casamento até agosto de 1826. Nunca conseguiu comprovar sua ordenação como pastor, alegando ter perdido seus documentos durante o naufrágio. Diz Rodrigo Trespach que nunca foram encontradas referências na Alemanha sobre a formação de Voges, e a própria cidade onde disse ter nascido não existia, mas ele dominava bem o alemão e o francês, sugerindo ter recebido uma boa educação. Há informações controversas de que teria estudado em um seminário católico. Não obstante, mesmo sem documentação, depois de 1826 passou a atuar como pastor protestante, permanecendo nesta função até falecer. No Brasil rapidamente aprendeu o português. Foi o terceiro pastor protestante a chegar ao Brasil e o segundo no Rio Grande do Sul.
Ainda em 1826 participou da fundação da colônia alemã de Três Forquilhas, sendo o primeiro pastor protestante do local, recebendo duas áreas de terra, onde construiu sua casa e um comércio, mas nesta época mantinha uma atividade itinerante por várias colônias alemãs. Casou com Louise Elisabeth Diefenthäler em local incerto (São Leopoldo ou Dois Irmãos) no dia 24 de março de 1828.
Seus primeiros anos de atividade foram marcados por uma disputa com outros pastores para obter uma designação definitiva em São Leopoldo, onde desejava se estabelecer. São Leopoldo na época era a principal colônia alemã do estado. As disputas dividiram a comunidade. Conseguiu ser nomeado auxiliar do pastor Johann Georg Ehlers, com um salário menor. Ehlers acabou se atritando com a comunidade e perdendo espaço para Voges. Neste período atuou como pastor e professor na região do lado direito do Rio dos Sinos – Hamburgo Velho, Dois Irmãos, Campo Bom, Ivoti, bem como no litoral norte do estado – enquanto o pastor Ehlers ocupava-se da margem esquerda – São Leopoldo.

### Três Forquilhas
Em 1832 foi designado definitivamente para Três Forquilhas, onde viria a ganhar um relevo de primeiro plano. Sua casa tornou-se um ponto de referência naquele território, e antes de ele construir a igreja e a escola foi um local para culto e ensino. Com o lucro do seu comércio, que se tornou o principal da região, acumulou grande capital.
Para Fernando Diehl, "nas colônias, a figura do pastor se tornou uma profissão de realce, especialmente os pastores viajantes que transitavam por várias colônias, devido à sua capacidade de constituir redes de contato. [...] Neste sentido, no período inicial o cargo de pastor se tornava, paulatinamente, de destaque pelo poder político e status social adquirido. [...] O pastor Carl Leopold Voges, que aderiu à bandeira liberal, acabou tornando a sua família em comerciantes muito importantes, principalmente no setor fluvial. [...] Voges soube utilizar o cargo de pastor para constituir redes que beneficiaram não apenas ele, mas a sua família". Através de compadrios e casamentos de membros de sua família, Voges estabeleceu uma sólida relação com importantes famílias de comerciantes e industriais da região, o que fortaleceu sua inserção na vida econômica e política local. Foi sócio da empresa de navegação lacustre do litoral norte fundada pelas famílias Diehl e Dreher. Segundo Marcos Antônio Witt, "os registros demonstram que os acertos e encontros familiares eram perpassados pelos compromissos de negócios. Casamento e apadrinhamento eram formas de criar vínculos mais perpétuos entre famílias do que meramente a abertura de uma sociedade empresarial. [...] Foi desse modo que Voges expandiu seus negócios, entrou para a política e manteve seu pastorado por mais de sessenta anos na Colônia do Vale do Três Forquilhas". Segundo Rodrigo Trespach, sua família se tornou "a mais rica e poderosa da colônia, chegando a ampliar seus negócios para outras colônias e regiões do estado". Ele teve também uma olaria, um curtume, lavouras, um moinho, uma fábrica de cachaça e substanciais investimentos financeiros em Porto Alegre. Diz Gustavo Valduga que ele se tornou um caso notório de ação cumulativa de capitais entre o clero protestante.
Depois da Revolução Farroupilha, estando decadente o prédio da igreja primitiva de madeira (que funcionava também como escola), Voges planejou uma construção nova em pedra, e se dirigiu a Porto Alegre a fim de comprar alguns escravos para realizarem as obras pesadas de talhe da pedra, uma vez que os colonos alemães não se mostraram dispostos ao trabalho. Adquiriu também escravos para trabalho em suas terras particulares e uma escrava doméstica, Maria, para auxiliar sua esposa. Maria acabaria se tornando uma figura importante na comunidade como quituteira, curandeira e organizadora de festas da igreja.
Depois de naturalizar-se brasileiro, foi indicado administrador das colônias de Três Forquilhas e São Pedro de Alcântara. Neste período escreveu uma série de cartas e relatórios sobre a situação das colônias e dos protestantes em particular para o Governo da Província.

### A construção do templo
A construção do templo da Colônia Protestante de Três Forquilhas foi repleta de grandes obstáculos e dificuldades. O primeiro templo, em 1826, foi uma simples choupana construída por índios caingangues aculturados, que serviu de morada do pastor, de templo e de escola. Essa edificação precária e simples não recebeu uso pleno pois já em 1827 foi edificado um templo de madeira, com recursos do Governo Imperial. Porém o sonho dos colonos e do pastor era um templo mais sólido, de pedra. A motivação inicial foi boa e diversos colonos foram quebrar pedras e estabeleceram o alicerce. As obras pararam pois os colonos se revoltaram, indispostos com o peso do trabalho. Ouviam-se vozes dizendo: - Isso é trabalho de presidiário ou de escravo!. Tudo parou. 
Anos mais tarde o pastor seguiu até Porto Alegre com um objetivo expresso de encontrar um mestre canteiro competente e pedreiros, em falta na Colônia. O pastor teve êxito. Conseguiu resolver o problema no mercado de escravos. Ali estava sendo oferecido um mestre canteiro, sem valor comercial pois era manco  por causa de um acidente numa pedreira de Viamão e por causa da idade. Para conseguir o mestre canteiro o pastor teria que adquirir mais outra mercadoria, para receber o escravo afro de presente. Foi desta maneira que o pastor adquiriu a jovem afro Maria, da Nação Nagô, entendendo que a mesma poderia ficar ao serviço de sua esposa Elisabetha, sobrecarregada de tarefas como esposa e mãe, além de professora da Escola Comunitária. A solução encontrada pelo pastor teve resultados rápidos. Além de receber o afro Vicente, experiente mestre canteiro, conseguiu contratar o mestre pedreiro José Pereira de Souza, recém vindo dos Açores, e mais dois afrodescendentes libertos, que se apresentavam como pedreiros. Assim, no ano de 1850 o pastor inaugurou o seu novo sobrado, construído conforme novas técnicas trazidas pelo mestre pedreiro açoriano Pereira de Souza, dando início a uma nova fase na edificação de moradias no vale do rio Três Forquilhas. Em abril de 1853, no Domingo de Misericórdias Domine - Domingo do Bom Pastor - era realizada a grande Festa da Cumeeira do nova igreja de pedra e, apesar de ainda não ter recebido o telhado adequado, o templo já era colocando em uso. Isso se tornara possível graças ao desempenho e conhecimento do mestre pedreiro afro qua passou a ser conhecido, e admirado pelo povo, como o Pai Vicente.

### Assistência espiritual em tempos da Guerra dos Farrapos
Pastor Voges esteve presente em momentos difíceis como foi o caso do período da Guerra dos Farrapos, quando a Colônia também foi marcada pela dor. No ano de 1839 um grupo de farrapos desgarrados desobedecendo as ordens de General Canabarro, retardatários, foram em busca de alimentos. Atacaram casas de colonos, matando o velho Sparremberger e o menino Bobsin, além de ferir mais dois colonos. Esses farrapos foram mortos na reação dos colonos e sepultados no Cemitério do Passo.
Pastor Voges revelou grande perspicácia, para enfrentar a situação difícil. Na oportunidade chegou à Colônia de Três Forquilhas um efetivo das forças imperiais comandadas pelo Coronel João Frederico Caldwell. Esse militar amparou a população de Três Forquilhas na hora difícil e concedeu ao pastor valiosas orientações para o exercício da liderança comunitária. Pastor Voges recebeu de Coronel Caldwell a autorização para acompanhar o médico do efetivo imperial, como intérprete, em visitas às casas de colonos feridos e à pessoas doentes da Colônia.

### Lutando pela integração na nova Pátria
No ano de 1850, Voges passou a insistir com os colonos para aceitarem a miscigenação cultural, com a inclusão do ensino da língua nacional no educandário por ele mantido e que até então era tido como sendo uma Escola Alemã. Em 1851 com a vinda do professor Christian Tietböhl, oficial prussiano de fina formação, o pastor passou a contar com o apoio deste educador experiente. Professor Tierboehl, além de radicar-se na Colônia, passou a incentivar outros ex-companheiros de farda, militares conhecidos como Brummer, que haviam chegado ao Brasil para reforçar o Exército Imperial na Guerra contra Oribe e Rosas, para também se fixarem na Colônia de Três Forquilhas e, o pastor, tornou-se um exemplo de como é pssível assumir um exercício pleno da cidadania.
Finalmente após 1870 o pastor conseguiu que o Governo enviasse à Colônia Alemão de Três Forquilhas o Professor Serafim Agostinho do Nascimento, natural de Rio Grande - RS, e formado em Magistério no Rio de Janeiro. Deste modo tornou-se possível fixar a base almejada para a formação bilíngue, de crianças e jovens, capacitados a continuar os estudos em Porto Alegre ou São Leopoldo.

### Assistência espiritual aos Voluntários da Pátria
No período da Guerra do Paraguai o pastor teve intensa atuação visando oferecer assistência espiritual aos Voluntários da Pátria da Colônia de Três Forquilhas que partiam para a guerra, bem como aos familiares dos mesmos. Realizou um culto solene antes da partida dos voluntários, para invocar a assistência divina, para guiá-los e para encorajá-los, firmando-os na fé e, além de tudo, para não temerem o sacrifício de suas vidas caso necessário. Durante a guerra, cada vez que vinha um aviso do Governo Imperial, informando a morte de um Voluntário da Pátria filho da Colônia de Três Forquilhas, dona Elisabetha com a ajuda de Mãe Maria confeccionava uma coroa fúnebre e o pastor a fixava na parede do templo, acompanhado por orações e palavras de consolo, na presença dos familiares enlutados. Após a guerra passou a realizar cultos anuais, reunindo os soldados sobreviventes e os familiares que perderam um filho na guerra, visando manter viva a memória deles no seio da comunidade, e do sacrifício ao qual se dispuseram. 

## Morte
Faleceu na sede da Colônia Três Forquilhas em 3 de outubro de 1893, vitimado pele epidemia de cólera que grassou na Colônia de Três Forquilhas. Essa epidemia vitimou muita gente, em particular crianças, velhos e africanos, com menor resistência contra esse mal. Em janeiro de 1894 também faleceram Elisabetha, esposa do pastor, e Mãe Maria - mulher africana da casa pastoral, todos sepultados no Cemitério do Passo, que ficava ao norte da Colônia, às margens do rio Três Forquilhas.

## Legado
Voges assumiu um papel de grande relevo na vida religiosa, política e econômica da região. Segundo Witt, é "difícil, inclusive, dissociar religião, economia e política, tudo tão imbricado que inviabiliza a desconstrução da rede que Voges montou a partir de sua sede, em Três Forquilhas. Ele serve de parâmetro, de ilustração, quando se usa o conceito de 'exponencial' para aqueles imigrantes e descendentes que se destacaram na economia e na política". Defendeu a integração entre as culturas alemã e brasileira e foi apontado como o responsável por trazer professores que trabalharam pela formação bilíngue de crianças e jovens. Atuou por mais de 60 anos no pastorado e a maior parte deste tempo foi dedicado à Colônia de Três Forquilhas, deixando marcas de uma profícua liderança. Foi elogiado pelo presidente da província do Rio Grande do Sul, João Lins Vieira Cansanção de Sinimbu, que escreveu em 1855: "Visitei a colônia de S. Pedro de Alcântara das Três Forquilhas, no município de Santo Antonio da Patrulha, e fiquei satisfeito de ver o estado de prosperidade em que se acha, graças à uberdade de suas terras, ao gênio laborioso dos seus colonos, e aos bons conselhos do digno Pastor Carlos Leopoldo Voges".
Contudo, Voges foi uma figura controversa em seu tempo. Foi acusado de ministrar uma doutrina heterodoxa que se aproximava do catolicismo, e o historiador alemão Ferdinand Schröder censurou seu comércio de cachaça, o estado de desleixo dos registros eclesiásticos que mantinha e a precariedade do ensino que dava na escola. Suas atividades comerciais também não eram bem vistas por seus contemporâneos, recebendo muitas críticas. Críticas ao seu trabalho religioso durante sua vida levaram o Sínodo a enviar novo líder espiritual para restaurar a Igreja em Três Forquilhas logo após seu falecimento.